# Дискографія альбомів Тейлор Свіфт
Американська співачка і авторка пісень Тейлор Свіфт випустила 11 оригінальних студійних альбомів, 4 перезаписані альбоми, 5 мініальбомів (EP) і 4 концертних альбоми. Вона продала 114 мільйонів одиниць в альбомному еквіваленті по всьому світу, 51 мільйон з яких сертифіковані в Сполучених Штатах. З точки зору чистих продажів вона нарахувала 46,6 мільйонів альбомів у Сполучених Штатах і 7 мільйонів альбомів у Великобританії. станом на серпень 2024 у Billboard 200 США, вона зібрала 14 альбомів «номер один», сім з яких було продано одним мільйоном копій за перший тиждень і пробула 84 тижні на першому місці — більше, ніж будь-який інший сольний виконавець.
У 2005 році Свіфт підписала контракт із лейблом Big Machine Records і випустила шість альбомів під цим лейблом. Її однойменний дебютний альбом (2006) провів більше тижнів у американському чарті Billboard 200, ніж будь-який інший альбом у 2000-х роках, а її другий студійний альбом, Fearless (2008), був єдиним альбомом того ж десятиліття, що провів один рік у топ-10 Billboard 200. Fearless був першим альбомом Свіфт, який очолив чарти в Австралії, Канаді та Новій Зеландії. Її наступні студійні альбоми — Speak Now (2010), Red (2012), 1989 (2014) і Reputation (2017) — посіли перше місце в Billboard 200, і кожен із них був проданий понад мільйоном копій у США за перший тиждень. Усі чотири альбоми посіли перше місце в Австралії, Канаді та Новій Зеландії; і останні три досягли першого місця у Сполученому Королівстві.
За контрактом із звукозаписною компанією Republic Records, підписаним у 2018 році, Свіфт випустила п'ять оригінальних студійних альбомів — Lover (2019), Folklore (2020), Evermore (2020), Midnights (2022) і The Tortured Poets Department (2024). — усі вони досягли вершини Billboard 200. "Lover " був першим серед альбомів Свіфт, що досяг першого місця в Іспанії та Швеції а «Midnights» та «The Tortured Poets Department» продали по одному мільйону примірників у Сполучених Штатах за перший тиждень; останній побив рекорд найбільших продажів вінілу за один тиждень. Усі ці альбоми досягли перших місць в Австралії, Канаді, Ірландії, Новій Зеландії та Великобританії.
Вихід Свіфт з Big Machine призвів до суперечки щодо права власності на її перші шість студійних альбомів у 2019 році, що спонукало її перезаписати їх. Вона випустила чотири перезаписані альбоми — Fearless (Taylor's Version) (2021), Red (Taylor's Version) (2021), Speak Now (Taylor's Version) (2023) і 1989 (Taylor's Version) (2023) — усі з яких досягли першого місця в Австралії, Канаді, Ірландії, Новій Зеландії, Сполученому Королівстві та Сполучених Штатах. Fearless (Taylor's Version) був першим перезаписаним альбомом, який очолив Billboard 200, а 1989 (Taylor's Version) було продано понад мільйон копій у США за перший тиждень. З 1989 (Taylor's Version) Свіфт стала першою виконавицею, яка отримала альбом-бестселер у США за календарний рік сім разів, після Fearless (2009), 1989 (2014), Reputation (2017), Lover (2019), Folklore (2020) і Midnights (2022).

## Студійні альбоми
| Taylor Swift                                                                        | - Випуск: 24 жовтня 2006 - Лейбл: Big Machine - Формати: CD, DVD, LP, цифрове завантаження, стримінг            | 5 | 33 | 14 | —  | 59 | 38 | — | —  | —  | 81 | - US: 5,871,000                                | - RIAA: 7× Platinum - ARIA: 2× Platinum - BPI: Gold - MC: Platinum |
| Fearless                                                                            | - Випуск: 11 листопада 2008 - Лейбл: Big Machine - Формати: CD, DVD, LP, цифрове завантаження, стримінг         | 1 | 2  | 1  | 23 | 7  | 1  | 5 | 28 | 12 | 5  | - US: 7,286,000 - AUS: 500,000                 | - RIAA: Diamond - ARIA: 8× Platinum - BPI: 2× Platinum - IFPI DEN: Platinum - IFPI NOR: Gold - IRMA: 2× Platinum - MC: 4× Platinum - RMNZ: 3× Platinum                           |
| Speak Now                                                                           | - Випуск: 25 жовтня 2010 - Лейбл: Big Machine - Формати: CD, DVD, LP, цифрове завантаження, стримінг            | 1 | 1  | 1  | 26 | 6  | 1  | 4 | 10 | 18 | 6  | - US: 4,817,000                                | - RIAA: 6× Platinum - ARIA: 3× Platinum - BPI: Platinum - IFPI NOR: Gold - IRMA: Gold - MC: 3× Platinum - RMNZ: 3× Platinum                                                      |
| Red                                                                                 | - Випуск: 22 жовтня 2012 - Лейбл: Big Machine - Формати: CD, DVD, LP, цифрове завантаження, стримінг            | 1 | 1  | 1  | 3  | 1  | 1  | 2 | 4  | 8  | 1  | - US: 4,582,000 - UK: 619,000                  | - RIAA: 7× Platinum - ARIA: 5× Platinum - BPI: 2× Platinum - GLF: Gold - IFPI DEN: Platinum - IRMA: Platinum - MC: 4× Platinum - RMNZ: 2× Platinum                               |
| 1989                                                                                | - Випуск: 27 жовтня 2014 - Лейбл: Big Machine - Формати: CD, DVD, LP, цифрове завантаження, стримінг            | 1 | 1  | 1  | 2  | 1  | 1  | 1 | 4  | 17 | 1  | - US: 6,472,000 - CAN: 542,000 - UK: 1,144,000 | - RIAA: 9× Platinum - ARIA: 11× Platinum - BPI: 6× Platinum - GLF: Gold - IFPI DEN: 3× Platinum - IFPI NOR: 3× Platinum - MC: 6× Platinum - PROMUSICAE: Gold - RMNZ: 9× Platinum |
| Reputation                                                                          | - Випуск: 10 листопада 2017 - Лейбл: Big Machine - Формати: CD, DVD, LP, цифрове завантаження, касети, стримінг | 1 | 1  | 1  | 3  | 1  | 1  | 1 | 3  | 2  | 1  | - US: 2,478,000                                | - RIAA: 3× Platinum - ARIA: 5× Platinum - BPI: 3× Platinum - GLF: Platinum - IFPI DEN: 2× Platinum - IFPI NOR: Gold - PROMUSICAE: Gold - RMNZ: 5× Platinum                       |
| Lover                                                                               | - Випуск: 23 серпня 2019 - Лейбл: Republic - Формати: CD, LP, цифрове завантаження, касети, стримінг            | 1 | 1  | 1  | 3  | 1  | 1  | 1 | 1  | 1  | 1  | - US: 2,000,000 - CAN: 61,000                  | - RIAA: 3× Platinum - ARIA: 6× Platinum - BPI: 2× Platinum - IFPI DEN: 2× Platinum - IFPI NOR: Platinum - PROMUSICAE: Gold - RMNZ: 5× Platinum                                   |
| Folklore                                                                            | - Випуск: 24 липня 2020 - Лейбл: Republic - Формати: CD, LP, цифрове завантаження, касети, стримінг             | 1 | 1  | 1  | 1  | 1  | 1  | 1 | 2  | 3  | 1  | - US: 2,289,000 - CAN: 62,000                  | - RIAA: 2× Platinum - ARIA: 2× Platinum - BPI: 2× Platinum - IFPI DEN: Platinum - IFPI NOR: Platinum - PROMUSICAE: Gold - RMNZ: 4× Platinum                                      |
| Evermore                                                                            | - Випуск: 11 грудня 2020 - Лейбл: Republic - Формати: CD, LP, цифрове завантаження, касети, стримінг            | 1 | 1  | 1  | 2  | 2  | 1  | 3 | 11 | 3  | 1  | - US: 913,000 - CAN: 31,000                    | - RIAA: Platinum - ARIA: Platinum - BPI: Platinum - IFPI DEN: Platinum - IFPI NOR: Gold - MC: Gold - PROMUSICAE: Gold - RMNZ: 2× Platinum                                        |
| Midnights                                                                           | - Випуск: 21 жовтня 2022 - Лейбл: Republic - Формати: CD, LP, цифрове завантаження, касети, стримінг            | 1 | 1  | 1  | 1  | 1  | 1  | 1 | 1  | 1  | 1  | - US: 2,962,000 - UK: 235,000                  | - RIAA: 2× Platinum - ARIA: 3× Platinum - BPI: 3× Platinum - IFPI DEN: 2× Platinum - IFPI NOR: Gold - MC: 2× Platinum - PROMUSICAE: Platinum - RMNZ: 4× Platinum                 |
| The Tortured Poets Department                                                       | - Випуск: 19 квітня 2024 - Лейбл: Republic - Формати: CD, LP, цифрове завантаження, касети, стримінг            | 1 | 1  | 1  | 1  | 1  | 1  | 1 | 1  | 1  | 1  | - US: 2,474,000 - CAN: 108,000 - UK: 271,000   | - ARIA: Platinum - BPI: 2× Platinum - IFPI DEN: Platinum - PROMUSICAE: Platinum - RMNZ: 3× Platinum                                                                              |
| «—» позначає запис, який не потрапив у чарти або не був випущений на цій території. | |   |    |    |    |    |    |   |    |    |    |                                                | |

### Перезаписи
| Назва                        | Деталі альбому                                                                                       | Пікові позиції в чартах | Пікові позиції в чартах | Пікові позиції в чартах | Пікові позиції в чартах | Пікові позиції в чартах | Пікові позиції в чартах | Пікові позиції в чартах | Пікові позиції в чартах | Пікові позиції в чартах | Пікові позиції в чартах | Продажі                     | Сертифікати                                                                                     |
| Назва                        | Деталі альбому                                                                                       | US                      | AUS                     | CAN                     | DEN                     | IRE                     | NZ                      | NOR                     | SPA                     | SWE                     | UK                      | Продажі                     | Сертифікати                                                                                     |
| ---------------------------- | --- | ----------------------- | ----------------------- | ----------------------- | ----------------------- | ----------------------- | ----------------------- | ----------------------- | ----------------------- | ----------------------- | ----------------------- | --------------------------- | ----------------------------------------------------------------------------------------------- |
| Fearless (Taylor's Version)  | - Випуск: 9 квітня 2021 - Лейбл: Republic - Формати: CD, LP, цифрове завантаження, касети, стримінг  | 1                       | 1                       | 1                       | 8                       | 1                       | 1                       | 2                       | 3                       | 17                      | 1                       | - US: 737,000 - CAN: 18,000 | - ARIA: Platinum - BPI: Gold - RMNZ: Platinum                                                   |
| Red (Taylor's Version)       | - Випуск: 12 листопада 2021 - Лейбл: Republic - Формати: CD, LP, цифрове завантаження, стримінг      | 1                       | 1                       | 1                       | 3                       | 1                       | 1                       | 1                       | 3                       | 8                       | 1                       | - US: 950,000 - CAN: 24,000 | - ARIA: Platinum - BPI: Platinum - IFPI DEN: Platinum - PROMUSICAE: Gold - RMNZ: 2× Platinum    |
| Speak Now (Taylor's Version) | - Випуск: 7 липня 2023 - Лейбл: Republic - Формати: CD, LP, цифрове завантаження, касети, стримінг   | 1                       | 1                       | 1                       | 6                       | 1                       | 1                       | 2                       | 1                       | 1                       | 1                       | - US: 908,000               | - ARIA: Platinum - BPI: Gold - IFPI DEN: Gold - RMNZ: Platinum                                  |
| 1989 (Taylor's Version)      | - Випуск: 27 жовтня 2023 - Лейбл: Republic - Формати: CD, LP, цифрове завантаження, касети, стримінг | 1                       | 1                       | 1                       | 1                       | 1                       | 1                       | 1                       | 1                       | 1                       | 1                       | - US: 2,225,000             | - ARIA: 2× Platinum - BPI: Platinum - IFPI DEN: Gold - PROMUSICAE: Platinum - RMNZ: 2× Platinum |

## Живі альбоми
| Назва                                                                               | Деталі альбому                                                                                             | Пікові позиції в чартах | Пікові позиції в чартах | Пікові позиції в чартах | Пікові позиції в чартах | Пікові позиції в чартах | Пікові позиції в чартах | Пікові позиції в чартах | Пікові позиції в чартах | Продажі       | Сертифікати  |
| Назва                                                                               | Деталі альбому                                                                                             | US                      | AUS                     | CAN                     | DEN                     | IRE                     | NZ                      | SPA                     | UK                      | Продажі       | Сертифікати  |
| ----------------------------------------------------------------------------------- | --- | ----------------------- | ----------------------- | ----------------------- | ----------------------- | ----------------------- | ----------------------- | ----------------------- | ----------------------- | ------------- | ------------ |
| Speak Now World Tour — Live                                                         | - Випуск: 21 листопада 2011 - Лейбл: Big Machine - Формати: цифрове завантаження, стримінг, CD+DVD/Blu-ray | 11                      | 16                      | 25                      | —                       | —                       | —                       | 91                      | —                       | - US: 376,000 | - ARIA: Gold |
| Live from Clear Channel Stripped 2008                                               | - Випуск: 23 квітня 2020 - Лейбл: Big Machine - Формати: цифрове завантаження, стримінг                    | —                       | —                       | —                       | —                       | —                       | —                       | —                       | —                       |               |              |
| Lover (Live from Paris)                                                             | - Випуск: 19 травня 2020 - Лейбл: Republic - Формати: Стримінг, LP                                         | 58                      | —                       | —                       | —                       | —                       | —                       | —                       | 90                      |               |              |
| Folklore: The Long Pond Studio Sessions                                             | - Випуск: 24 листопада 2020 - Лейбл: Republic - Формати: цифрове завантаження, стримінг, LP                | 3                       | 24                      | —                       | 12                      | 6                       | 24                      | —                       | 4                       | - US: 75,000  |              |
| «—» позначає запис, який не потрапив у чарти або не був випущений на цій території. | |                         |                         |                         |                         |                         |                         |                         |                         |               |              |

## Мініальбоми
| Napster Live                                                                        | - Випуск: 24 жовтня 2006 (Napster exclusive) - Лейбл: Big Machine - Формати: цифрове завантаження, стримінг | —  |                 |                               |
| The Taylor Swift Holiday Collection                                                 | - Випуск: 14 жовтня 2007 - Лейбл: Big Machine - Формати: CD, цифрове завантаження, стримінг                 | 20 | - US: 1,100,000 | - RIAA: Platinum - ARIA: Gold |
| Rhapsody Originals                                                                  | - Випуск: листопад 2007 (Rhapsody exclusive) - Лейбл: Big Machine - Формати: цифрове завантаження, стримінг | —  |                 |                               |
| iTunes Live from SoHo                                                               | - Випуск: 15 січня, 2008 (iTunes exclusive) - Лейбл: Big Machine - Формати: цифрове завантаження, стриминг  | —  |                 |                               |
| Beautiful Eyes                                                                      | - Випуск: 15 липня 2008 (Walmart exclusive) - Лейбл: Big Machine - Формати: CD+DVD                          | 9  | - US: 369,000   |                               |
| «—» позначає запис, який не потрапив у чарти або не був випущений на цій території. | |    |                 |                               |

## Різне

### Ексклюзивні стримінгові збірки
| Назва                                                                        | Деталі                                           | Примітки |
| ---------------------------------------------------------------------------- | ------------------------------------------------ | --- |
| Spotify Singles                                                              | - Випуск: 13 квітня 2018 - Лейбл: Big Machine    | - Ексклюзивний мініальбом Spotify, що складається з живої акустичної версії пісні «Delicate» з програми BBC Radio 1's Big Weekend кавер-версії пісні Earth, Wind & Fire's «September»        |
| Reputation Stadium Tour Surprise Song Playlist                               | - Випуск: 30 листопада 2018 - Лейбл: Big Machine | - Список складається з «пісень-сюрпризів», які Свіфт виконувала під час туру Reputation Stadium Tour                                                                                         |
| Folklore: The Escapism Chapter                                               | - Випуск: 21 серпня 2020 - Лейбл: Republic       | - Список складається з вибраних пісень з альбому Folklore |
| Folklore: The Sleepless Nights Chapter                                       | - Випуск: 24 серпня 2020 - Лейбл: Republic       | - Список складається з вибраних пісень з альбому Folklore |
| Folklore: The Saltbox House Chapter                                          | - Випуск: 27 серпня 2020 - Лейбл: Republic       | - Список складається з вибраних пісень з альбому Folklore |
| Folklore: The Yeah I Showed Up at Your Party Chapter                         | - Випуск: 21 вересня 2020 - Лейбл: Republic      | - Список складається з вибраних пісень з альбому Folklore і живого виконання «Betty» на 55th Academy of Country Music Awards                                                                 |
| Willow (The Witch Collection)                                                | - Випуск: 16 грудня 2020 - Лейбл: Republic       | - Ремікс EP, що складається з альтернативних версій і відео пісні «Willow» |
| The Dropped Your Hand While Dancing Chapter                                  | - Випуск: 21 січня 2021 - Лейбл: Republic        | - Список складається з вибраних пісень з альбомів Folklore та Evermore |
| The Forever Is the Sweetest Con Chapter                                      | - Випуск: 28 січня 2021 - Лейбл: Republic        | - Список складається з вибраних пісень з альбомів Folklore та Evermore |
| The Ladies Lunching Chapter                                                  | - Випуск: 4 лютого, 2021 - Лейбл: Republic       | - Список складається з вибраних пісень з альбомів Folklore та Evermore |
| Fearless (Taylor's Version): The Halfway Out the Door Chapter                | - Випуск: 13 травня 2021 - Лейбл: Republic       | - Список складається з вибраних пісень з альбому Fearless (Taylor's Version) |
| Fearless (Taylor's Version): The Kissing in the Rain Chapter                 | - Випуск: 19 травня 2021 - Лейбл: Republic       | - Список складається з вибраних пісень з альбому Fearless (Taylor's Version) |
| Fearless (Taylor's Version): The I Remember What You Said Last Night Chapter | - Випуск: 24 травня 2021 - Лейбл: Republic       | - Список складається з вибраних пісень з альбому Fearless (Taylor's Version) |
| Fearless (Taylor's Version): The From the Vault Chapter                      | - Випуск: 26 травня 2021 - Лейбл: Republic       | - Список складається з вибраних пісень з альбому Fearless (Taylor's Version) |
| Red (Taylor's Version): Could You Be the One Chapter                         | - Випуск: 13 січня 2022 - Лейбл: Republic        | - Список складається з вибраних пісень з альбому Red (Taylor's Version) |
| Red (Taylor's Version): She Wrote a Song About Me Chapter                    | - Випуск: 18 січня 2022 - Лейбл: Republic        | - Список складається з вибраних пісень з альбому Red (Taylor's Version) |
| Red (Taylor's Version): The Slow Motion Chapter                              | - Випуск: 25 січня 2022 - Лейбл: Republic        | - Список складається з вибраних пісень з альбому Red (Taylor's Version) |
| Red (Taylor's Version): From the Vault Chapter                               | - Випуск: 31 січня 2022 - Лейбл: Republic        | - Список складається з вибраних пісень з альбому Red (Taylor's Version) |
| Taylor Swift's Fountain Pen Songs                                            | - Випуск 14 жовтня, 2022 - Лейбл: Republic       | - Ексклюзивний список пісень на Apple Music, що складається з пісень колишніх альбомів Свіфт                                                                                                 |
| Taylor Swift's Glitter Gel Pen Songs                                         | - Випуск 14 жовтня, 2022 - Лейбл: Republic       | - Ексклюзивний список пісень на Apple Music, що складається з пісень колишніх альбомів Свіфт                                                                                                 |
| Taylor Swift's Quill Pen Songs                                               | - Випуск 14 жовтня, 2022 - Лейбл: Republic       | - Ексклюзивний список пісень на Apple Music, що складається з пісень колишніх альбомів Свіфт                                                                                                 |
| Anti-Hero (Remixes)                                                          | - Випуск: 11 листопада 2022 - Лейбл: Republic    | - Ремікс EP, що складається з альтернативних версій «Anti-Hero» |
| Lavender Haze (Remixes)                                                      | - Випуск: 3 березня 2023 - Лейбл: Republic       | - Ремікс EP, що складається з альтернативних версій «Lavender Haze» |
| The More Fearless (Taylor's Version) Chapter                                 | - Випуск: 17 березня 2023 - Лейбл: Republic      | - Список складається з вибраних пісень з альбому Fearless (Taylor's Version) та «If This Was a Movie (Taylor's Version)»                                                                     |
| The More Lover Chapter                                                       | - Випуск: 17 березня 2023 - Лейбл: Republic      | - Список складається з вибраних пісень з альбому Lover та раніше невиданого треку «All of the Girls You Loved Before»                                                                        |
| The More Red (Taylor's Version) Chapter                                      | - Випуск: 17 березня 2023 - Лейбл: Republic      | - Список складається з вибраних пісень з альбому Red (Taylor's Version) та «Eyes Open (Taylor's Version)» та «Safe & Sound (Taylor's Version)» у виконанні з Joy Williams та John Paul White |
| The Cruelest Summer                                                          | - Випуск: 18 жовтня 2023 - Лейбл: Republic       | - EP складається з пісні «Cruel Summer», реміксу та живого виконання на the Eras Tour |
| I Love You, It's Ruining My Life Songs                                       | - Випуск 5 квітня 2024 - Лейбл: Republic         | - Ексклюзивний список пісень на Apple Music, що складається з пісень колишніх альбомів Свіфт                                                                                                 |
| You Don't Get to Tell Me About Sad Songs                                     | - Випуск 5 квітня 2024 - Лейбл: Republic         | - Ексклюзивний список пісень на Apple Music, що складається з пісень колишніх альбомів Свіфт                                                                                                 |
| Am I Allowed to Cry? Songs                                                   | - Випуск 5 квітня 2024 - Лейбл: Republic         | - Ексклюзивний список пісень на Apple Music, що складається з пісень колишніх альбомів Свіфт                                                                                                 |
| Old Habits Die Screaming Songs                                               | - Випуск 5 квітня 2024 - Лейбл: Republic         | - Ексклюзивний список пісень на Apple Music, що складається з пісень колишніх альбомів Свіфт                                                                                                 |
| I Can Do It with a Broken Heart Songs                                        | - Випуск 5 квітня 2024 - Лейбл: Republic         | - Ексклюзивний список пісень на Apple Music, що складається з пісень колишніх альбомів Свіфт                                                                                                 |

### Бокс-сет
| Назва                     | опис                                                        | Примітки |
| ------------------------- | ----------------------------------------------------------- | --- |
| Complete Album Collection | - Випуск: 22 листопада 2013 - Формат: CD - Лейбл: Universal | - Ексклюзивний бокс-сет для Німеччини, що складається з 5 компакт-дисків — Taylor Swift, Fearless, Speak Now, Red і Speak Now World Tour – Live |

## Виноски
1. 1 2  Pure sales and not equivalent units (streaming and song downloads)
2. 1 2 3 4 5 6 7 8  US album sales as of January 2024[25]
3. 1 2  US album sales as of January 2024[26]
4. ↑  Australian sales for Fearless as of December 2017[27]
5. ↑  UK sales for Red as of June 2021[33]
6. 1 2  Canadian sales for albums as of January 2020[38]
7. ↑  UK sales for 1989 as of July 2023[36]
8. ↑  Canadian sales for Folklore as of January 2021[39]
9. ↑  US album sales as of October 2022[40]
10. ↑  Canadian sales for Evermore in 2020 (digital only)[39] and 2021 (overall)[41]
11. ↑  UK physical sales for Midnights as of July 2023[36]
12. ↑  US sales for The Tortured Poets Department as of July 2024[44]
13. ↑  Canadian sales for The Tortured Poets Department as of July 2024[45]
14. ↑  UK sales for The Tortured Poets Department as of July 2024[46]
15. 1 2  US album sales as of July 2023[47]
16. 1 2  Canadian sales for albums as of January 2022[41]
17. ↑  US sales for Speak Now (Taylor's Version) as of January 2024[48]
18. ↑  Speak Now World Tour – Live did not enter the UK Albums Chart, but it peaked at number 1 on the UK Music Videos Chart.[49]
19. ↑  US first-week sales for Folklore: The Long Pond Studio Sessions (From the Disney+ Special)[51]